# کنلت هیل
کُنلت هیل (انگلیسی: Conleth Hill؛ زاده ۲۴ نوامبر ۱۹۶۴) هنرپیشه اهل بریتانیا است که موفق به دریافت جایزه لارنس اولیویه برای بهترین بازیگر شده است. او در سریال بازی تاج‌وتخت نقش واریس را ایفا می‌کرد.
از فیلم‌های دیگری که در آن‌ها نقش داشته، می‌توان به صید ماهی آزاد در یمن و مجموعه‌های سوتس و خون وین اشاره نمود.